# Joaquín Luis Romero Marchent
Joaquín Luis Romero Marchent (né le 26 août 1921 à Madrid, Espagne, et mort dans cette ville le 17 août 2012,) est un réalisateur et scénariste espagnol. Il a parfois été crédité sous les noms de Jose Hernandez, J.L. Romero Marchent, J.R. Marchent, Joaquín L. Romero Marchent, Joaquín Romero Marchent, José Romero Marchent, Paul Marchenti ou Joaquín Luis Romero-Marchent. Son frère Rafael Romero Marchent est également réalisateur.

## Biographie
Joaquín Luis Romero Marchent quitte ses études pour se consacrer à une carrière dans le domaine cinématique en 1946, comme apprenti dans le thriller intitulé Pepe Conde, produit par son père et réalisé par José López Rubio. Dès lors, il travaillera aux côtés de réalisateurs tels que Francisco Rovira Beleta, Luis Lucia et José Díaz Morales. Puis, en 1953, il réussit ses débuts en tant que réalisateur dans le thriller intitulé Juzgado permanente (1953) et travaille plus tard dans le domaine du western (western spaghetti) avec le film espagnol El Coyote (1955), d'après l'œuvre littéraire de José Mallorquí.

## Filmographie

### Réalisation
- 1953 : Juzgado permanente
- 1954 : Sœur Angelica (Sor Angélica)
- 1955 : El coyote (it)
- 1956 : La Justice du coyote (it) (La justicia del coyote)
- 1957 : El hombre que viajaba despacito (es)
- 1958 : El hombre del paraguas blanco
- 1959 : Fulano y Mengano (es)
- 1962 : Zorro le vengeur (La venganza del Zorro)
- 1962 : L'Ombre de Zorro (L'ombra di Zorro)
- 1963 : Trois Cavaliers noirs (Tres hombres buenos)
- 1963 : Les Trois Implacables (El sabor de la venganza)
- 1964 : Sept du Texas (Antes llega la muerte)
- 1965 : Sept Heures de feu (Aventuras del Oeste)
- 1966 : Cent mille dollars pour Lassiter (La muerte cumple condena)
- 1967 : Gringo, jette ton fusil (El aventurero de Guaynas)
- 1968 : Pas de pardon, je tue (Fedra West)
- 1972 : Peu de secondes pour dire amen (Condenados a vivir)
- 1973 : El juego del adulterio
- 1975 : El clan de los Nazarenos (it)
- 1980 : Despido improcedente
- 1984 : Las fantasías de Cuny
- 1994 : Curro Jiménez, el regreso de una leyenda (es) (série télé)

### Scénariste
- 1953 : Juzgado permanente
- 1958 : El hombre del paraguas blanco
- 1959 : Fulano y Mengano (es)
- 1961 : Ella y los veteranos de Ramón Torrado
- 1962 : Terreur dans la brousse (Cristo negro) de Ramón Torrado
- 1963 : Les Trois Implacables (El sabor de la venganza)
- 1964 : Sept du Texas (Antes llega la muerte)
- 1965 : Hotel der toten Gäste (de) d'Eberhard Itzenplitz (de)
- 1965 : Sept Heures de feu (Aventuras del Oeste)
- 1967 : Gringo, jette ton fusil (El aventurero de Guaynas)
- 1968 : Pas de pardon, je tue (Fedra West)
- 1969 : Garringo de Rafael Romero Marchent
- 1970 : Quand Satana empoigne le colt (Manos torpes) de Rafael Romero Marchent
- 1971 : Et Sabata les tua tous (Un par de asesinos) de Rafael Romero Marchent
- 1972 : Peu de secondes pour dire amen (Condenados a vivir)
- 1973 : El juego del adulterio
- 1973 : Le Fils de Zorro (Il figlio di Zorro) de Gianfranco Baldanello
- 1975 : Tu dios y mi infierno de Rafael Romero Marchent
- 1981 : Duelo a muerte de Rafael Romero Marchent
- 1984 : Las fantasías de Cuny